# Karaisalı
Karaisalı (prononcé [kɑɾɑisɑɫɯ]) est un district de Turquie, situé dans la province d'Adana.

## Démographie
Au recensement de 2000, la population du district s'élève à 35 122 habitants et la seule ville de Karaisalı, à 6 883 habitants.
| 1997  | 2000  | 2007  | 2009  |
| ----- | ----- | ----- | ----- |
| 7 621 | 6 883 | 6 580 | 6 717 |

| Année | Ville | District | Total  |
| ----- | ----- | -------- | ------ |
| 1990  | 7 235 | 30 091   | 37 326 |
| 2000  | 6 883 | 28 239   | 35 122 |